# Tococa caryophyllaea
Tococa caryophyllaea är en tvåhjärtbladig växtart som först beskrevs av Dc., och fick sitt nu gällande namn av Susanne Sabine Renner. Tococa caryophyllaea ingår i släktet Tococa och familjen Melastomataceae. Inga underarter finns listade i Catalogue of Life.